# Vlatko Marković
Vlatko Marković (ur. 1 stycznia 1937 w Bugojnie, zm. 23 września 2013 w Zagrzebiu) – chorwacki piłkarz, manager piłkarski, prezydent związku piłki nożnej w Chorwacji. W piłkarskiej karierze grał w takich klubach jak: Iskra Bugojno, Čelik Zenica, Dinamo Zagrzeb i Austria Wiedeń.
Od 1958 do 1959 roku rozegrał trzy mecze w barwach reprezentacji Jugosławii U-21. Z kolei od 17 maja 1961 do 30 września 1962 zaliczył 16 meczów w kadrze A zespołu narodowego. Ponadto w 1962 roku brał udział w Mistrzostwach Świata, gdzie jego reprezentacja zajęła 4. miejsce.
Jeżeli chodzi o karierę trenerską, Marković prowadził takie kluby jak: NK Zagreb, RFC de Liège, OGC Nice, Hajduk Split i Dinamo Zagrzeb. Z tym ostatnim klubem zdobył Puchar Jugosławii w 1980 roku.